# Élection présidentielle colombienne de 1882
L'élection présidentielle de Colombie de 1882, se déroule en avril 1882 sous le régime des États-Unis de Colombie pour élire le successeur du président Rafael Núñez. Francisco Javier Zaldúa, candidat du parti national soutenu par Núñez, est largement élu président face au candidat du parti libéral, notamment grâce au soutien des modérés et des conservateurs.

## Système électoral
Selon la constitution de 1863, le président des États-Unis de Colombie est élu pour un mandat de deux ans par les représentants des 9 États. Le candidat qui obtient le plus d'États est déclaré élu.

## Candidats
Les élections de 1882 voient s'opposer 2 candidats :
- Francisco Javier Zaldúa pour le parti national
- Solón Wilches pour le parti libéral

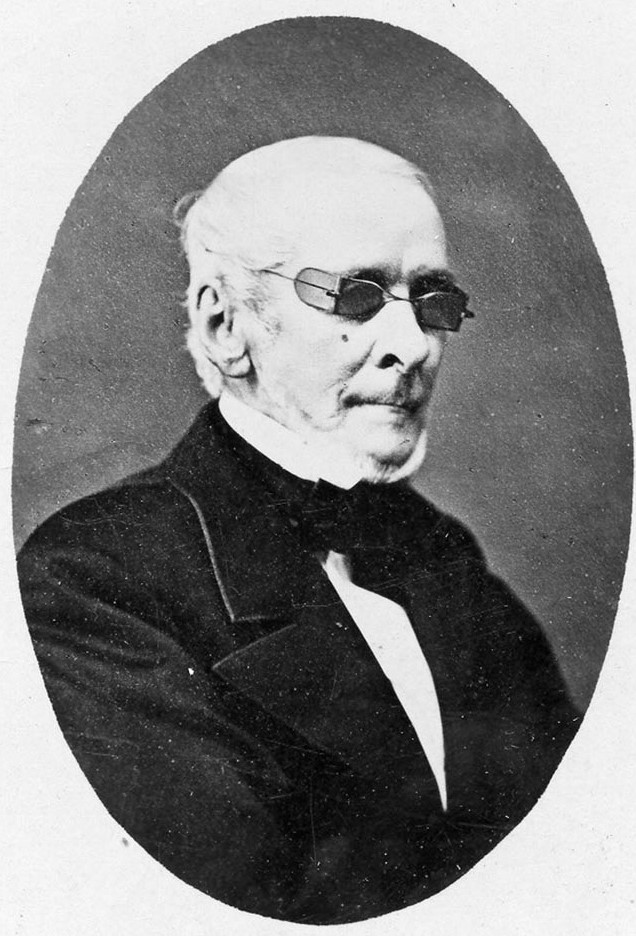
Francisco Javier Zaldúa
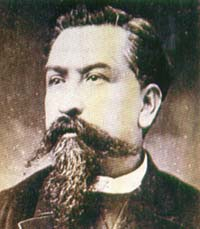
Solón Wilches

## Votants
9 États votent pour ces élections :
- Antioquia
- Bolívar
- Boyacá
- Cauca
- Cundinamarca
- Magdalena
- Panama
- Santander
- Tolima

## Résultats
| Candidats à la présidence | Candidats à la présidence | Voix |
| ------------------------- | ------------------------- | ---- |
|                           | Francisco Javier Zaldúa   | 8    |
|                           | Solón Wilches             | 1    |